# جزيرة بونغونغ الكبرى
جزيرة بونغونغ الكبرى وهي جزيرة من جزر إندونيسيا، وتقع في إقليم كالمنتان الشرقية.